# 박원철
박원철(1933년 12월 27일 ~ )은 대한민국의 정치인이다. 제13·14대 구로구청장을 역임했다.

## 역대 선거 결과
|  | 41.20% |

|  | 60.44% |

|  | 44.74% |